# 5017 Tenchi
5017 Tenchi eller 1977 DS2 är en asteroid i huvudbältet som upptäcktes den 18 februari 1977 av de båda japanska astronomerna Hiroki Kōsai och Kiichirō Furukawa vid Kiso-observatoriet i Japan. Den är uppkallad efter den japanske kejsaren Tenji.
Asteroiden har en diameter på ungefär 22 kilometer och den tillhör asteroidgruppen Hanskya.